# Allium tanguticum
Allium tanguticum är en amaryllisväxtart som beskrevs av Eduard August von Regel. Allium tanguticum ingår i släktet lökar, och familjen amaryllisväxter. Inga underarter finns listade i Catalogue of Life.